# Château du Vieux-Melay
Le château du Vieux-Melay est un édifice situé à Neuvy, en France.

## Localisation
Le château est situé sur le territoire de la commune de Neuvy, dans le département de l'Allier, en région Auvergne-Rhône-Alpes. 

## Description
Le domaine comprend le château, ses dépendances agricoles et une chapelle, le tout est clos par un mur avec portail. Le bâtiment ne présente qu'un seul niveau avec un rez-de-chaussée légèrement surélevé sur une cave. 

## Historique
L'édifice est inscrit partiellement (éléments protégés : le portail d'entrée sur cour, les façades et les toitures du corps de logis et des deux ailes des communs, le pigeonnier, la chapelle avec son décor peint) au titre des monuments historiques par arrêté du 20 décembre 1985.